# ルイス・アルベルト・ラサルテ
ルイス・アルベルト・ラサルテ（Luis Alberto Lazarte 、1971年3月4日 - ）は、アルゼンチンの男性プロボクサー。ブエノスアイレス州マル・デル・プラタ出身。元IBF世界ライトフライ級王者。技巧派として数多くの試合を経験し、世界タイトル挑戦には名のある選手との積極的に対戦する一方、キャリアの敗戦数(11敗)のうち4敗が失格負けという悪質なラフファイトが多くアルゼンチンのプロボクサーで屈指のヒール（悪役）で知られている。

## 来歴
1996年3月2日、プロデビュー(2回KO勝ち)。
1998年1月16日、これまで9戦全勝中だったラサルテだったが、マルセロ・アントニオ・ダヴィラ戦で8回失格負けを喫しプロ初黒星。
1998年2月27日、カルロス・マリオ・エゥアイザとアルゼンチンライトフライ級王座決定戦に登場し、12回判定勝ちを収め王座獲得に成功した。
1998年4月18日、カルロス・マリオ・エゥアイザが持つアルゼンチンミニマム級王座に挑戦し、9回KOで王座獲得に成功し自身の持つアルゼンチンライトフライ級王座を合わせて変速の国内2階級制覇を達成した。
1998年8月7日、ホセ・ルイス・フェレイラとアルゼンチンライトフライ級王者の初防衛戦を行い、12回判定勝ちを収め初防衛に成功した。
1999年9月25日、カルロス・マリオ・エゥアイザが持つ南米ミニマム級王座とラサルテ自身が持つアルゼンチンミニマム級王座の統一戦を行い、3回終了時のエゥアイザの負傷棄権により王座統一で南米ミニマム級王座獲得に成功、アルゼンチンミニマム級王座の初防衛に成功した。この試合でミニマム級で世界ランカー入りを果たした。
1999年10月30日、故郷ブエノスアイレス州マル・デル・プラタにあるエスタディオ・ポリデポーティヴォにて世界初挑戦。ケルミン・グアルディアが持つ、WBO世界ミニマム級王座に挑戦し、1-2(2者が118-110、115-114)の判定負けで王座獲得に失敗した。
2001年4月14日、13戦全勝のホラシオ・ファビラン・シカグアルと対戦するも、6回失格負け。
2001年6月30日、マルコス・ラモン・オブレゴンとアルゼンチンライトフライ級王座決定戦に出場するも前日計量でラサルテが規定体重をクリアできずに計量失格になりオブレゴンが勝利した場合のみ王座獲得という変則ルールで通常通り行われた。結果10回判定負けを喫し王座返り咲きに失敗した。
2001年8月17日、マルコス・ラモン・オブレゴンと2度目の対戦となるアルゼンチンライトフライ級王座決定戦に出場するも12回判定はドローに終わり王座獲得ならず。
2001年12月6日、WBC世界フライ級王者ポンサクレック・ウォンジョンカムに初めて敵地に乗り込んで挑戦。終始ポンサクレックペースでさんざんラフファイトを行い王者陣営を困惑させた。2回に攻めに行くも、最後は当時好戦的スタイルだったポンサクレックの連打に捕まり最後はレフェリーストップ。2回2分43秒TKO負けでまたしても王座獲得ならず。
2002年9月13日、オマール・ナルバエスが持つ、WBO世界フライ級王座に挑戦。積極的にラサルテが攻めるもナルバエスの技巧にさばかれる展開になった。10回2分27秒にラサルテの頭がナルバエスにぶつかり偶然のバッティング。レフェリーが一旦試合を止めるも、結果故意にぶつかりナルバエスの傷が規定より相当深い傷だった。結果レフェリーが
減点ではなく一発で失格の裁定になり王座獲得ならず。
2003年2月20日、ギウセッペ・ラガナが持つWBOインターナショナルフライ級王座に挑戦するも、1-2の僅差判定(115-113、113-115、112-116)負けを喫し王座獲得ならず。
2004年1月10日、10戦無敗のカルロス・パラマシオ・ヴィラグガンが持つアルゼンチンミニマム級王座に挑戦し、9回TKO勝ちを収め王座返り咲きに成功した。
2005年1月29日、マルコス・ラモン・オブレゴンと3度目の対戦となる南米ライトフライ級王座決定戦に出場し、4回にダウンを奪ってペースを握り、5回に2度ダウンを奪い最後はレフェリーがノーカウントで試合をストップ。結果5回2分5秒KO勝ちで王座獲得に成功した。オブレゴンとの対戦は1勝1敗1分だった。
2005年7月17日、ラウル・エリセオ・メディナと南米ライトフライ級王座の初防衛戦を行い、3-0(117-114、116-112、117.5-114)の判定勝ちを収め初防衛に成功した。
2006年3月18日、グスタヴォ・アドリアン・ゴンサレスと南米ライトフライ級王座の2度目の防衛戦を行い、4回にダウンを奪うと最後までラサルテペースで進み、3-0(120-117.5、117.5-111.5、120-107)の大差判定勝ちを収め2度目の防衛に成功した。
2007年7月28日、メキシコカンクンにてWBC世界ライトフライ級王座エドガル・ソーサと対戦し、結果終始ソーサペースで進むも、10回2分46秒ローブローが故意と判定されて失格負け。世界タイトル戦で2回目の失格負けになり王座獲得ならず。
2008年2月23日、ファン・カルロス・セダと対戦するも6回両者の頭がぶつかり両者が負傷する形になり無効試合に終わった。
2008年6月6日、グスタヴォ・アドリアン・ゴンサレスと2度目の対戦となる、WBCラテンアメリカライトフライ級王座決定戦を行い、3-0(98-95.5、98-91、97-93)の大差判定勝ちを収め王座獲得に成功した。
2008年9月26日、元IBF世界ミニマム級王者ダニエル・レイジェスとWBO世界ミニマム級暫定王座決定戦を行い、0-2(114-114、112-116、112-118)の判定負けを喫し、世界タイトル戦4連敗になりまたしても王座獲得ならず。
2009年2月14日、グスタヴォ・アドリアン・ゴンサレスと3度目の対戦となる、南米ライトフライ級王座の3度目の防衛戦を行い、3-0(119-112.5、119.5-111、118-113)の判定勝ちを収め、文句なしの完封勝ちで3度目の防衛に成功した。
2009年6月13日、ペドロ・カーデナスと4度目の防衛戦を行い、初回にダウンを奪って先制するとその後にスタンディングダウンを追加。2回にダウンを奪うとそのままレフェリーストップを呼び込み、4度目の防衛に成功した。
2010年1月23日、ラウル・エリセオ・メディナと2度目の対戦となるWBCムンドヒスパノフライ級王座決定戦を行い、3-0(100-91、100-90、99-93)の判定勝ちを収め王座獲得に成功した。
2010年5月29日、カルロス・タマラが持つIBF世界ライトフライ級王座に挑戦し、2-1(116-112、115-113、113-115)の僅差判定勝ちを収め、5度目の挑戦で念願の王座獲得に成功した。
2010年9月4日、ネイイェス・エスピノーサとIBF世界ライトフライ級王座初防衛戦を行い、終始ラサルテがスピードを生かしてペースを握り、エスピノーサが最終12回に1点減点を科せられて3-0(3者とも116-111)の判定勝ちを収め初防衛に成功した。
2010年12月18日、元IBF世界同級王者ウリセス・ソリスと2度目の防衛戦を行った。2009年までの3年間8度の防衛を果たして安定政権を築いたソリスを相手に有利な展開と不利な展開に分かれる展開になった。結果最終12回にラサルテが減点されるも0-1(113-113が2者、109-117)の引き分けで2度目の防衛に成功した。敗れたソリスは判定に不満を持ち、再戦を要求した。
2011年4月30日、ウリセス・ソリスと3度目の防衛戦を行った。前回とは違ってソリスがペースを握り、ラサルテが逆に苦しい展開になった。ラサルテは9回、ソリスは10回にそれぞれ1点ずつ減点を科すほどの終盤はラフファイトに近い展開だった。結果は1-2(114-113、111-116、112-115)の判定負けを喫し、3度目の防衛に失敗し王座から陥落。ソリスは2年振りの王座返り咲きに成功した。
2012年2月10日、ジョンリル・カシメロとウリセス・ソリスの負傷に伴い設置されたIBF世界ライトフライ級暫定王座決定戦を行った。試合は開始早々から大荒れの展開になり、ラサルテが熱狂的なファンの声援を味方につけ攻勢を仕掛けた。4回と8回にカシメロが減点するとファンから大ブーイングと物が投げ込まれるほどの騒ぎになった。5回にダウンを奪ってラサルテが完全にリードして前半を折り返した。しかし後半になるとカシメロが攻勢を仕掛けた。6回には逆にラサルテが減点。9回に2度ダウンを奪われると最後は10回にダウンを追加されて最後はレフェリーストップがかかり10か月振りの王座返り咲きに失敗した。試合後ラサルテのファンが怒ってリングに乱入。その後コップが投げ込まれたのに続き、パイプ椅子が投げこまれそこからファン同士が殴り合いの大乱闘になった。その後、係の誘導でラサルテとカシメロの両陣営とレフェリーやジャッジ立会人までが避難。パイプいすが直撃して相手のカシメロ陣営に負傷者が出るなどして警察が出動する事態にまでなる大騒ぎになった。この試合を最後に現役を引退した。

## 獲得タイトル
- アルゼンチンライトフライ級王座
- アルゼンチンミニマム級王座
- 南米ミニマム級王座
- 南米ライトフライ級王座
- WBCラテンアメリカライトフライ級王座
- WBCムンドヒスパノフライ級王座
- 第17代IBF世界ライトフライ級王座（防衛2度）